# GNV Polaris
Il GNV Polaris è un traghetto appartenente alla compagnia di navigazione italiana GNV.

## Servizio
Capoclasse della classe Polaris, è stato varato il 25 dicembre 2023 nei cantieri navali Guangzhou Shipyard International di Canton con il nome di GNV Polaris e consegnato il 14 ottobre 2024 all'italiana Grandi Navi Veloci, salpando da Guangzhou per Napoli il 30 ottobre e scalando il 31 ottobre a Hong Kong, il 3 e 4 novembre Singapore, dall'8 al 10 novembre a Colombo, il 18 novembre a Durban e infine il 1º dicembre a Las Palmas, giungendo a Napoli il 5 dicembre. Il 21 dicembre viene trasferito a Palermo e presentata al pubblico. La mattina seguente viene trasferito a Genova e messo in cantiere per terminare l'adattamento alla linea.

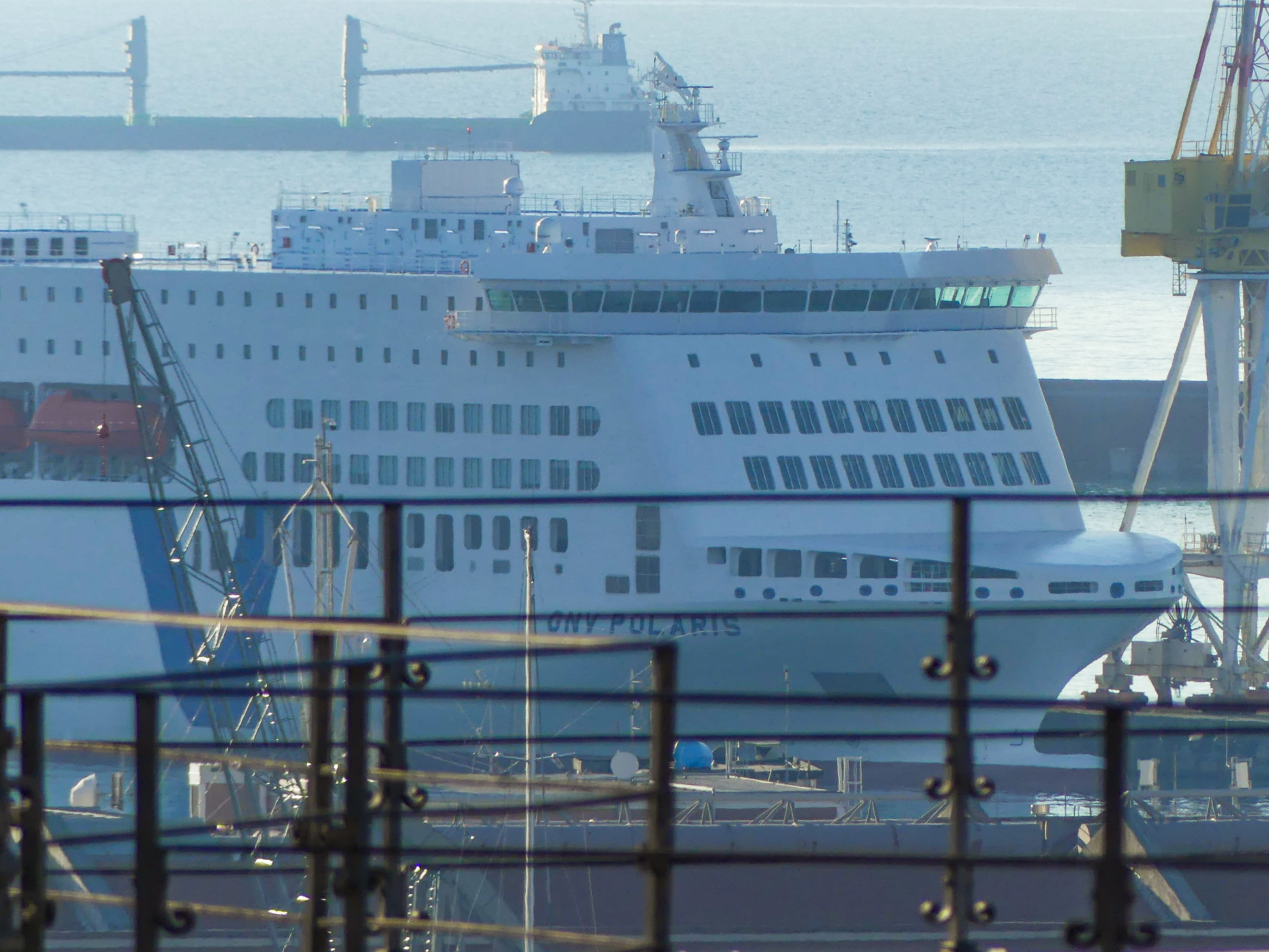
Uno scorcio della GNV Polaris ormeggiata a Genova a dicembre 2024.

La sera del 7 gennaio 2025 prende ufficialmente servizio sulla Genova-Palermo.

## Navi gemelle
- GNV Orion
- GNV Virgo
- GNV Aurora